# مقاطعة بانة
مقاطعة بانة (بالفارسية: شهرستان بانه) هي مقاطعة تقع في إيران في كردستان. يقدر عدد سكانها بـ 116,773 نسمة .